# Stokhusgade
Stokhusgade er en gade i Indre By i København, der ligger mellem Rigensgade og Øster Voldgade.
Gaden har navn efter det militære fængsel, Stokhuset, hvor fangerne var låst fast i udborede bjælker, såkaldte stokke. De sad med benene anbragt i to huller i den vandrette bjælke eller klods ("stokken"), jf. gabestok.
Stokhuset var oprindeligt oprettet af Christian 4. som straffeanstalt for grove militære forbrydere og fæstningsslaver. Ved forhør tillod man "skarp eksamination", dvs tortur, og fangerne omtaltes som "stokhusslaver". St. St. Blicher skrev et sted: "Mangen en Monogamist er allerede hjemme i Tugthuset; havde han to Koner, maatte det for ham blive et Stokhuus." 
Fængslet fungerede fra 1741 til 1851, hvorefter bygningerne blev benyttet som depot m.v. I 1937-1938 blev de revet ned og erstattet af Den Polytekniske Læreanstalt ved Vester Voldgade.
Ved hjørnet af Rigensgade ligger metodistkirken Jerusalemskirken. Her havde Nyboder Materielgård ligget frem til 1799 og efterfølgende Søetatens Sejldugsfabrik frem til 1849, hvorefter dets bygning blev revet ned. I stedet opførte Ferdinand Vilhelm Jensen kirken i 1864-1865 i en stil inspireret af den italienske middelalder. Kirken brændte i 1914, men blev genopført i et let ændret form af Jens Christian Kofoed.

## Eksterne links
- Wikimedia Commons har flere filer relateret til Stokhusgade
- Stokhusgade på Indenforvoldene.dk

55°41′20″N 12°34′59″Ø / 55.68892°N 12.58307°Ø